# 瓦力獲獎與提名列表
《瓦力》是2008年一部電腦動畫科幻長片，由安德魯·史丹頓執導。華特迪士尼影業於2008年6月27日在北美地區3,992間影院作正式發行及上映，開片首天即賺進2,310萬（美元，下同），首周票房6,300萬元，榮登週末票房冠軍。該片最終在美國本土獲得223,808,164元票房收入，全球票房則為533,692,120元，並在知名評論網站爛番茄獲得96%正面評價。
該片亦獲得總共47個獎項及82項提名，包括七項安妮獎提名、六項奧斯卡金像獎提名和兩項金球獎提名。雖然該片在安妮獎失落了所有獎項，但在第81屆奧斯卡金像獎卻贏得最佳動畫片獎和獲得最佳原創歌曲獎、最佳原創音樂獎、最佳混音獎、最佳音效剪輯獎及最佳原創劇本獎提名。華特迪士尼影業曾替該片爭取奧斯卡最佳影片獎的提名，最後卻無功而還，並引起了有關美國電影藝術與科學學會刻意限制該片不能入圍最佳影片獎的爭議。美國影評人彼得·崔沃斯指出：「若一部動畫長片值得擁有被提名最佳影片獎的機會，那麼這部長片便是《瓦力》。」
該片在波士頓影評人協會獎、芝加哥影評人協會獎、俄亥俄中部影評人協會奬、網路影評人協會獎及洛杉磯影評人協會獎五個頒獎禮獲得最佳影片獎，是為首部動畫長片獲得該等獎項。該片又成為首部在美國電影剪輯艾迪獎獲得最佳剪接獎（喜劇或音樂劇）的動畫長片。同時，《時代雜誌》將該片列為2008年十大電影之首，以讚揚導演史丹頓在劇中人物幾乎沒有對白之下，仍為連接大批觀眾所付出的貢獻。該片的角色在英國電影雜誌《帝國》2008年百大電影角色網路票選中位列第63位。2010年初，《時代雜誌》更將該片列為「年代最佳電影」之首。

## 獎項與提名
| 頒獎禮日期     | 獎項                             | 類別                                                           | 獲獎者和被提名者                                                                      | 結果 |
| -------------- | -------------------------------- | -------------------------------------------------------------- | ------------------------------------------------------------------------------------- | ---- |
| 2009年2月22日  | 奧斯卡金像獎                     | 最佳動畫片                                                     | 安德魯·史丹頓                                                                         | 獲獎 |
| 2009年2月22日  | 奧斯卡金像獎                     | 最佳原創音樂                                                   | 湯瑪斯·紐曼                                                                           | 提名 |
| 2009年2月22日  | 奧斯卡金像獎                     | 最佳原創歌曲                                                   | 彼得·蓋布瑞爾、湯瑪斯·紐曼（《回到地球》）                                            | 提名 |
| 2009年2月22日  | 奧斯卡金像獎                     | 最佳音效剪輯                                                   | 本·貝爾特、馬太·伍茲                                                                  | 提名 |
| 2009年2月22日  | 奧斯卡金像獎                     | 最佳混音                                                       | 湯姆·邁爾斯、邁克爾·斯曼尼克、本·貝爾特                                               | 提名 |
| 2009年2月22日  | 奧斯卡金像獎                     | 最佳原創劇本                                                   | 安德魯·史丹頓、吉姆·瑞爾頓、彼特·達克特                                               | 提名 |
| 2009年2月15日  | 美國電影剪輯艾迪獎               | 喜劇或音樂劇最佳剪接                                           | 史蒂芬·史查福                                                                         | 獲獎 |
| 2009年1月30日  | 安妮獎                           | 動畫效果                                                       | 恩里克·維拉                                                                           | 提名 |
| 2009年1月30日  | 安妮獎                           | 最佳動畫長片                                                   | —                                                                                     | 提名 |
| 2009年1月30日  | 安妮獎                           | 角色動畫（動畫長片製作）                                       | 維克多·納沃尼                                                                         | 提名 |
| 2009年1月30日  | 安妮獎                           | 動畫導演（動畫長片製作）                                       | 安德魯·史丹頓                                                                         | 提名 |
| 2009年1月30日  | 安妮獎                           | 製作設計（動畫長片製作）                                       | 拉爾夫·埃格爾斯頓                                                                     | 提名 |
| 2009年1月30日  | 安妮獎                           | 動畫故事編寫（動畫長片製作）                                   | 羅納爾多·德爾·卡門                                                                    | 提名 |
| 2009年1月30日  | 安妮獎                           | 聲音演出（動畫長片製作）                                       | 本·貝爾特                                                                             | 提名 |
| 2009年2月14日  | 美術指導公會獎                   | 奇幻電影傑出製作設計                                           | —                                                                                     | 提名 |
| 2009年2月8日   | 波士頓影評人協會獎               | 最佳電影                                                       | —                                                                                     | 獲獎 |
| 2009年2月8日   | 波士頓影評人協會獎               | 最佳動畫                                                       | —                                                                                     | 獲獎 |
| 2009年2月8日   | 英國電影學院獎                   | 最佳動畫長片                                                   | 安德魯·史丹頓                                                                         | 獲獎 |
| 2009年2月8日   | 英國電影學院獎                   | 最佳電影音樂                                                   | 湯瑪斯·紐曼                                                                           | 提名 |
| 2009年2月8日   | 英國電影學院獎                   | 最佳音效                                                       | 本·貝爾特、湯姆·邁爾斯、邁克爾·斯曼尼克、馬太·伍茲                                    | 提名 |
| 2008年         | 英國電影學院兒童獎               | 最佳長片                                                       | 吉姆·莫里斯、安德魯·史丹頓                                                            | 獲獎 |
| 2009年1月8日   | 廣播影評人協會獎                 | 最佳動畫長片                                                   | —                                                                                     | 獲獎 |
| 2009年1月8日   | 廣播影評人協會獎                 | 最佳影片                                                       | —                                                                                     | 提名 |
| 2009年1月8日   | 廣播影評人協會獎                 | 最佳歌曲                                                       | 湯瑪斯·紐曼、彼得·蓋布瑞爾                                                            | 提名 |
| 2009年1月8日   | 俄亥俄中部影評人協會             | 最佳動畫電影                                                   | —                                                                                     | 獲獎 |
| 2009年1月8日   | 俄亥俄中部影評人協會             | 最佳原創音樂                                                   | 湯瑪斯·紐曼                                                                           | 獲獎 |
| 2009年1月8日   | 俄亥俄中部影評人協會             | 最佳電影                                                       | —                                                                                     | 獲獎 |
| 2009年1月8日   | 俄亥俄中部影評人協會             | 最佳原創劇本                                                   | 安德魯·史丹頓、吉姆·瑞爾頓                                                            | 獲獎 |
| 2009年1月8日   | 俄亥俄中部影評人協會             | 最佳導演                                                       | 安德魯·史丹頓                                                                         | 提名 |
| 2008年12月18日 | 芝加哥影評人協會                 | 最佳影片                                                       | —                                                                                     | 獲獎 |
| 2008年12月18日 | 芝加哥影評人協會                 | 最佳動畫長片                                                   | —                                                                                     | 獲獎 |
| 2008年12月18日 | 芝加哥影評人協會                 | 最佳原創劇本                                                   | 安德魯·史丹頓、吉姆·瑞爾頓                                                            | 獲獎 |
| 2008年12月18日 | 芝加哥影評人協會                 | 最佳原創音樂                                                   | 湯瑪斯·紐曼                                                                           | 獲獎 |
| 2008年12月18日 | 芝加哥影評人協會                 | 最佳導演                                                       | 安德魯·史丹頓                                                                         | 提名 |
| 2009年2月14日  | 美國電影聲效協會獎               | 傑出成就獎（電影混音）                                         | 本·貝爾特、湯姆·邁爾斯、邁克爾·斯曼尼克                                               | 提名 |
| 2008年12月17日 | 第15屆達拉斯－沃思堡影評人協會獎 | 最佳動畫                                                       | —                                                                                     | 獲獎 |
| 2008年12月18日 | 佛羅里達影評人協會               | 最佳動畫片                                                     | —                                                                                     | 獲獎 |
| 2009年1月11日  | 金球獎                           | 最佳原創歌曲                                                   | 彼得·蓋布瑞爾、湯瑪斯·紐曼（《回到地球》）                                            | 提名 |
| 2009年1月11日  | 金球獎                           | 最佳動畫                                                       | —                                                                                     | 獲獎 |
| 2009年2月8日   | 葛萊美獎                         | 最佳影視媒體作品配樂專輯                                       | 湯瑪斯·紐曼                                                                           | 提名 |
| 2009年2月8日   | 葛萊美獎                         | 最佳影視媒體作品歌曲                                           | 湯瑪斯·紐曼、彼得·蓋布瑞爾                                                            | 獲獎 |
| 2009年2月8日   | 葛萊美獎                         | 最佳器樂編曲                                                   | 湯瑪斯·紐曼、彼得·蓋布瑞爾                                                            | 獲獎 |
| 2008年10月27日 | 好萊塢電影節                     | 年度動畫                                                       | 安德魯·史丹頓                                                                         | 獲獎 |
| 2009年8月8日   | 雨果奖                           | 最佳長編戲劇演出                                               | 故事：安德魯·史丹頓和彼特·達克特 劇本：安德魯·史丹頓和吉姆·瑞爾頓 導演：安德魯·史丹頓 | 獲獎 |
| 2009年1月4日   | 堪薩斯影評人協會                 | 最佳動畫電影                                                   | —                                                                                     | 獲獎 |
| 2009年3月28日  | 尼克羅頓兒童選擇獎               | 最喜愛動畫電影                                                 | 安德魯·史丹頓                                                                         | 提名 |
| 2008年12月18日 | 拉斯維加斯影評人協會             | 最佳動畫長片                                                   | —                                                                                     | 獲獎 |
| 2008年12月9日  | 洛杉磯影評人協會                 | 最佳電影                                                       | —                                                                                     | 獲獎 |
| 2009年2月21日  | 電影音效剪輯工會                 | 最佳音響編輯：長片音響效果、動作音效、音樂、對話及自動對話更換 | —                                                                                     | 獲獎 |
| 2008年12月4日  | 國家評論協會獎                   | 最佳動畫長片                                                   | —                                                                                     | 獲獎 |
| 2008年9月8日   | 全國電影大獎                     | 最佳家庭電影                                                   | —                                                                                     | 獲獎 |
| 2008年9月8日   | 全國電影大獎                     | 特別榮譽獎                                                     | 皮克斯动画工作室                                                                      | 獲獎 |
| 2009年4月25日  | 星云奖                           | 最佳劇本                                                       | 安德魯·史丹頓、吉姆·瑞爾頓                                                            | 獲獎 |
| 2008年12月10日 | 紐約影評人協會獎                 | 最佳動畫電影                                                   | —                                                                                     | 獲獎 |
| 2009年1月19日  | 網路影評人協會                   | 最佳動畫片                                                     | —                                                                                     | 獲獎 |
| 2009年1月19日  | 網路影評人協會                   | 最佳影片                                                       | —                                                                                     | 獲獎 |
| 2009年1月19日  | 網路影評人協會                   | 最佳導演                                                       | 安德魯·史丹頓                                                                         | 提名 |
| 2009年1月19日  | 網路影評人協會                   | 最佳原創劇本                                                   | 安德魯·史丹頓、吉姆·瑞爾頓                                                            | 獲獎 |
| 2009年1月19日  | 網路影評人協會                   | 最佳原創音樂                                                   | 湯瑪斯·紐曼                                                                           | 提名 |
| 2009年1月19日  | 網路影評人協會                   | 最佳剪接                                                       | 史蒂芬·史查福                                                                         | 提名 |
| 2009年1月7日   | 全美民选奖                       | 最喜愛家庭電影                                                 | —                                                                                     | 獲獎 |
| 2008年12月18日 | 鳳凰城影評人協會獎               | 最佳動畫                                                       | —                                                                                     | 獲獎 |
| 2009年1月24日  | 美國製片人公會                   | 動畫戲劇電影                                                   | 吉姆·莫里斯                                                                           | 獲獎 |
| 2008年12月15日 | 聖地牙哥影評人協會               | 最佳動畫片                                                     | —                                                                                     | 獲獎 |
| 2008年12月14日 | 衛星獎                           | 最佳動畫或混合媒體長片                                         | —                                                                                     | 獲獎 |
| 2008年12月14日 | 衛星獎                           | 最佳原創音樂                                                   | 湯瑪斯·紐曼                                                                           | 提名 |
| 2008年12月14日 | 衛星獎                           | 最佳原創歌曲                                                   | 彼得·蓋布瑞爾                                                                         | 提名 |
| 2008年12月14日 | 衛星獎                           | 最佳音效                                                       | 本·貝爾特、馬太·伍茲                                                                  | 提名 |
| 2009年6月25日  | 土星獎                           | 最佳動畫電影                                                   | —                                                                                     | 獲獎 |
| 2009年6月25日  | 土星獎                           | 最佳導演                                                       | 安德魯·史丹頓                                                                         | 提名 |
| 2008年10月21日 | 尖叫獎                           | 最佳科幻電影                                                   | —                                                                                     | 提名 |
| 2008年10月21日 | 尖叫獎                           | 突出演出                                                       | —                                                                                     | 獲獎 |
| 2008年10月21日 | 尖叫獎                           | 最佳「尖叫」劇本                                               | —                                                                                     | 提名 |
| 2008年12月     | 西南影評人協會                   | 最佳動畫電影                                                   | —                                                                                     | 獲獎 |
| 2008年8月3日   | 青少年选择奖                     | 最佳夏日喜劇電影                                               | —                                                                                     | 提名 |
| 2008年12月17日 | 多倫多影評人協會                 | 最佳動畫                                                       | —                                                                                     | 獲獎 |
| 2008年12月17日 | 多倫多影評人協會                 | 最佳影片                                                       | —                                                                                     | 提名 |
| 2008年12月17日 | 多倫多影評人協會                 | 最佳導演                                                       | —                                                                                     | 提名 |
| 2009年2月21日  | 視覺效果協會                     | 動畫中的傑出動畫人物                                           | 本·貝爾特、維克多·納沃尼、威廉·奧斯汀·李、傑伊·舒斯特                                 | 獲獎 |
| 2009年2月21日  | 視覺效果協會                     | 動畫中的傑出動畫                                               | 安德魯·史丹頓、吉姆·莫里斯、林德賽·柯林斯、奈傑爾·赫特威特治                          | 獲獎 |
| 2009年2月21日  | 視覺效果協會                     | 動畫中的傑出動畫效果                                           | 傑森·約翰斯頓、基思·丹尼爾·克隆、恩里克·維拉、比爾·瓦特羅爾                           | 獲獎 |
| 2008年10月18日 | 世界電影音樂學院                 | 年度最佳原創音樂                                               | 湯瑪斯·紐曼                                                                           | 提名 |
| 2008年10月18日 | 世界電影音樂學院                 | 年度最佳原創電影歌曲                                           | 湯瑪斯·紐曼、彼得·蓋布瑞爾（《回到地球》）                                            | 獲獎 |

## 外部連結
- 《瓦力》獲得的獎項 （页面存档备份，存于）在互联网电影数据库